# Rallidens mcfarlanei
Rallidens mcfarlanei är en dagsländeart som beskrevs av Penniket 1966. Rallidens mcfarlanei ingår i släktet Rallidens och familjen Rallidentidae. Inga underarter finns listade i Catalogue of Life.